# UFC 293
UFC 293: Adesanya vs. Strickland（ユーエフシー・ツーナインティスリー：アデサンヤ・バーサス・ストリックランド）は、アメリカ合衆国の総合格闘技団体「UFC」の大会の一つ。2023年9月10日、オーストラリア・ニューサウスウェールズ州シドニーのクードス・バンク・アリーナで開催された。

## 大会概要
本大会は王者イスラエル・アデサンヤと挑戦者ショーン・ストリックランドによるUFC世界ミドル級タイトルマッチが組まれた。

## 試合結果

### アーリープレリム
第1試合 ウェルター級 5分3R
○  ケビン・ジュセ vs.  キーファー・クロスビー ×
1R 4:49 リアネイキドチョーク
第2試合 149.75ポンド契約 5分3R
○  ガブリエル・ミランダ vs.  シェーン・ヤング ×
1R 0:59 リアネイキドチョーク
※ヤングの体重超過によりフェザー級から変更。
第3試合 ウェルター級 5分3R
○  チャーリー・ラドキ vs.  ブラッド・ダイヤモンド ×
3R終了 判定3-0（29-27、29-27、29-27）

### プレリミナリーカード
第4試合 ライト級 5分3R
○  ナスラット・ハクパラスト vs.  ランドン・キニョネス ×
3R終了 判定3-0（30-27、30-27、30-27）
第5試合 ライト級 5分3R
○  ジェイミー・ムラーキー vs.  ジョン・マクデッシ ×
3R終了 判定3-0（29-28、29-28、29-28）
第6試合 フェザー級 5分3R
○  チェぺ・マリスカル vs.  ジャック・ジェンキンス ×
2R 3:19 TKO（腕の負傷）
第7試合 ライトヘビー級 5分3R
○  カーロス・アルバーグ vs.  チョン・ダウン ×
3R 4:49 リアネイキドチョーク

### メインカード
第8試合 ライトヘビー級 5分3R
○  タイソン・ペドロ vs.  アントン・トゥルカリ ×
1R 2:12 KO（右ストレート→パウンド）
第9試合 ヘビー級 5分3R
○  ジャスティン・タファ vs.  オーステン・レーン ×
1R 1:22 TKO（左フック→パウンド）
第10試合 フライ級 5分3R
○  マネル・ケイプ vs.  フェリペ・ドス・サントス ×
3R終了 判定3-0（30-27、29-28、29-28）
第11試合 ヘビー級 5分3R
○  アレキサンダー・ヴォルコフ vs.  タイ・トゥイバサ ×
2R 4:37 エゼキエルチョーク
第12試合 UFC世界ミドル級タイトルマッチ 5分5R
○  ショーン・ストリックランド vs.  イスラエル・アデサンヤ ×
5R終了 判定3-0（49-46、49-46、49-46）
※ストリックランドが王座獲得に成功。

### 各賞
ファイト・オブ・ザ・ナイト：マネル・ケイプ vs. フェリペ・ドス・サントス
パフォーマンス・オブ・ザ・ナイト：ショーン・ストリックランド、ジャスティン・タファ
各選手にはボーナスとして5万ドルが授与された。

### カード変更
負傷などによるカードの変更は以下の通り。